# 淄博高新技术产业开发区
淄博高新技术产业开发区，简称淄博高新区，当地民间俗称“开发区”，是一个位于淄博市中部的国家级高新区，于1992年11月经国务院批准设立。淄博高新区代管张店区四宝山街道，辖区面积121.13平方公里，常住人口约30万。

## 区划沿革
1992年，国务院批准设立淄博高新区，次年6月，淄博市张店区的石桥镇、四宝山镇两个乡镇由淄博高新区代管。1997年初，石桥镇、四宝山镇合并为宝石镇。2001年，宝石镇撤销，分置石桥街道、四宝山街道两个街道办事处。2003年7月，桓台县果里镇六个村庄划归由高新区代管的石桥街道。2009年末，桓台县果里镇又有八个村划归石桥街道。2010年11月4日，石桥街道并入四宝山街道，至此，淄博高新区只代管一个街道办事处，即四宝山街道。